# 札幌三越
札幌三越（さっぽろみつこし）は、札幌市中央区にある百貨店。

## 概要
1932年（昭和7年）、札幌では「札幌興農園百貨店」（後の五番館、札幌西武）、「丸井今井札幌本店」に次ぐ百貨店として開店した。本館と北館（札幌一銀ビル内）があり、札幌の繁華街（札幌一番街と四番街の交点）に立地しているため、本館前は長らく北海道内で最も地価（路線価）の高い場所になっていたが、2006年（平成18年）に札幌駅南口（札幌ステラプレイス前）が初めて首位になった。また、かつては北海道内の民間放送局（北海道放送、札幌テレビ放送、北海道テレビ放送、北海道文化放送）制作によるテレビショッピングを放送しており、販売員に金田一仁志を起用していた。

## 歴史
京屋呉服店があった角地に、東京にある三越の支店として開店した。
年表
- 1932年（昭和07年）：「三越札幌支店」開店[16][15]。
- 1956年（昭和31年）：増築[15]。
- 1971年（昭和46年）：大幅な店舗拡張工事が完了し、売場面積が約2倍となる[16][15][17][18][19][20]。
- 1972年（昭和47年）：三越の創業300年を記念し、日本橋本店のライオン像を型取り札幌支店を含む各支店に設置[16]。
- 1992年（平成04年）：「三越アネックス」オープン（2015年閉店）[16][21]。
- 2001年（平成13年）：食品フロアを「サッポロフードガーデン」としてリニューアル[16]。
- 2002年（平成14年）：「札幌アルタ」オープン（2010年閉店）[16]。
- 2007年（平成19年）：札幌一銀ビル内に増床（北館）[22]。
- 2009年（平成21年）：本館9階リニューアル[16]。
- 2010年（平成22年）：分社化し、地域事業会社「株式会社札幌三越」となる[23]。
- 2011年（平成23年）：株式会社札幌丸井今井と合併し、「株式会社札幌丸井三越」となる[16]。
- 2015年（平成27年）：リモデルオープン[16][24]。
- 2023年（令和5年）11月17日：10階にユニクロ、GUオープン[25]。

## フロア
本館
- 屋上：屋上広場（冬季閉鎖）
- 10階：呉服／子供服／学校制服／催事場／総合ギフト／サービスカウンター
- 9階：宝飾／時計／美術／メガネ／理容室／レストラン／三越ギャラリー
- 8階：リビング／インテリア
- 7階：紳士服・紳士雑貨・紳士靴／紳士鞄／駐車場連絡通路
- 6階：婦人服
- 5階：特選ブティック
- 4階：婦人服／4F連絡通路
- 3階：婦人服／婦人靴・ハンドバッグ・婦人財布・トラベル用品
- 2階：婦人服／婦人雑貨
- 1階：服飾雑貨／化粧品／特選ブティック
- 地下1階：食品
- 地下2階：食品

北館
- 2階：紳士服／紳士雑貨（エンポリオ アルマーニ）
- 1階：婦人服／婦人雑貨（エンポリオ アルマーニ）

## アクセス・駐車場
国道36号（札幌駅前通）と南1条通の交点に位置しており、さっぽろ地下街「ポールタウン」に直結している。
- 札幌市営地下鉄大通駅下車
- 札幌市電「西4丁目停留場」下車

駐車場
- 札幌一銀ビル三越駐車場
- まるいパーキングA
- まるいパーキングB
- 「カモンチケット」加盟駐車場[26]